# Kanojo wa uso o aishisugiteru
Kanojo wa uso o aishisugiteru (カノジョは嘘を愛しすぎてる?), conosciuto anche con il titolo internazionale The Liar and His Lover, è un film del 2013 diretto da Norihiro Koizumi.
Film sentimentale musical giapponese con Takeru Satō e Sakurako Ōhara nei due ruoli principali. È basato sulla serie manga shōjo omonima di Kotomi Aoki.

## Trama
Un compositore di musica di grande successo, ma estremamente solitario, di nome Aki Ogasawara, finisce con il lasciarsi coinvolgere in un rapporto con una fan di 16 anni - inizialmente soltanto per soddisfare un capriccio - mentendo sulla sua vera identità. Alla fine la giovane viene reclutata nel settore musicale, causando ulteriori complicazioni e difficoltà.

## Personaggi
- Takeru Satō - Aki Ogasawara

Un geniale produttore e bassista di 25 anni, che compone per la rock band "Crude Play" sotto lo pseudonimo di Soichiro. Era un membro attivo assieme con i suoi altri tre amici d'infanzia, ma la lasciò proprio prima del loro debutto. Entra così poco dopo in una spirale di sindrome depressiva e cerca di trovare conforto esclusivamente attraverso la musica.
- Sakurako Ōhara - Riko Koeda

Una studentessa di scuola superiore di 16 anni che possiede una voce molto ben intonata. È in una band amatoriale, la "Mush & Co.", con due dei suoi amici d'infanzia. Riko incontra e si innamora di Aki a prima vista e cerca di aiutarlo a superare il suo dolore.
- Shōhei Miura - Shun Sakaguchi, chitarrista e vocalist di "Crude Play".
- Masataka Kubota - Shinya Shinohara, bassista di "Crude Play" che ha sostituito la posizione precedentemente detenuta da Aki.
- Kouki Mizuta - Kaoru Ono, chitarrista di "Crude Play".
- Koudai Asaka - Teppei Yazaki, batterista di "Crude Play".
- Ryō Yoshizawa - Yuichi Kimijima, membro di "Mush & Co."
- Yuki Morinaga - Sota Yamazaki, membro di "Mush & Co."
- Saki Aibu - Mari, l'ex ragazza di Aki.
- Takashi Sorimachi - Soichiro Takagi, produttore musicale e rivale di Aki.
- Mitsuki Tanimura - Miwako Nagahama, l'assistente di Takagi.